# HD 2628
HD2628 є хімічно пекулярною зорею спектрального класу A7 й має видиму зоряну величину в смузі V приблизно  5.2.
.